# Pseudovermis paradoxus
Pseudovermis paradoxus é uma espécie de molusco pertencente à família Pseudovermidae.
A autoridade científica da espécie é Perejaslavtseva, tendo sido descrita no ano de 1891.
Trata-se de uma espécie presente no território português, incluindo a zona económica exclusiva.